# Bāsht (kommunhuvudort i Iran)
Bāsht (persiska: باشت, بَشت) är en kommunhuvudort i Iran.   Den ligger i provinsen Kohgiluyeh och Buyer Ahmad, i den centrala delen av landet, 600 km söder om huvudstaden Teheran. Bāsht ligger 807 meter över havet och antalet invånare är 8 269.
Terrängen runt Bāsht är huvudsakligen kuperad, men den allra närmaste omgivningen är platt. Bāsht ligger nere i en dal. Runt Bāsht är det ganska glesbefolkat, med 24 invånare per kvadratkilometer. Bāsht är det största samhället i trakten. Omgivningarna runt Bāsht är i huvudsak ett öppet busklandskap.